# Glenea divergevittata
Glenea divergevittata là một loài bọ cánh cứng trong họ Cerambycidae.